# Hrabušice
Hrabušice (in ungherese Káposztafalva, in tedesco Kabsdorf) è un comune della Slovacchia facente parte del distretto di Spišská Nová Ves, nella regione di Košice.